# Rod Jackson
Rod Jackson é um cantor de rock americano de Charlottesville, Virgínia, que ficou conhecido como vocalista da segunda versão do Slash's Snakepit entre 2000 e 2002.

## Discografia
| Álbum                             | Artista               | Ano    |
| --------------------------------- | --------------------- | ------ |
| Ain't Life Grand                  | Slash's Snakepit      | 2000   |
| There's a Rhythm to These Streets | 3 of a Different Kind | 2006   |
| RazorBall                         | RazorBall             | 2007   |
| Time Machine                      | Big Swede             | 200703 |
| Halloween: Resurrection           | Various Artists       | 2002   |